# Matthew Davis
Matthew W. Davis (n. 5 mai 1978, Salt Lake City), cunoscut profesional ca Matt Davis, este un actor american.
După ce a absolvit Woods Cross Hight School, Davis a studiat la Universitatea din Utah. S-a mutat la New York să continue studiile la Academia Americană de Artă Dramatică. Este cel mai bine cunoscut pentru rolul Warner Huntington al III-lea, prietenul lui Elle Woods din comedia Blonda de la drept (2001), în care a jucat alături de Reese Witherspoon. A mai jucat și în Blue Crush (2002), Tigerland (2000) și BloodRayne (2005). Matthew Davis s-a făcut remarcat, foarte curând după venirea sa la Hollywood, ca un tânăr actor cu mare potențial. Astfel, el a fost distribuit de regizorul Joel Schumacher în două dintre filmele sale, Urban Legends: The Final Cut și Tigerland. El joacă în prezent în serialul de mare succes The Vampire Diaries, în care interpretează rolul lui Alaric Szaltman, un profesor de istorie.

## Filmografie
| An   | Titlu                    | Rol                         | Note          |
| ---- | ------------------------ | --------------------------- | ------------- |
| 2000 | Tigerland                | Private Jim Paxton          |               |
| 2000 | Urban Legends: Final Cut | Travis Stark / Trevor Stark |               |
| 2001 | Pearl Harbor             | Joe                         | ca Matt Davis |
| 2001 | Legally Blonde           | Warner Huntington III       |               |
| 2002 | Lone Star State of Mind  | Jimbo                       |               |
| 2002 | Blue Crush               | Matt Tollman                |               |
| 2002 | Below                    | Odell                       |               |
| 2003 | Something Better         | Skip                        |               |
| 2004 | Seeing Other People      | Donald                      |               |
| 2004 | Shadow of Fear           | Harrison French             | ca Matt Davis |
| 2004 | Heights                  | Mark                        | ca Matt Davis |
| 2005 | Into the Sun             | Sean Mack                   |               |
| 2005 | BloodRayne               | Sebastian                   | ca Matt Davis |
| 2006 | Mentor                   | Carter                      |               |
| 2006 | Bottoms Up               | Johnny Cocktail             | ca Matt Davis |
| 2007 | Wasting Away             | Mike                        |               |
| 2009 | Finding Bliss            | Jeff Drake                  | ca Matt Davis |
| 2009 | S. Darko                 | Pastor John Wayne           |               |
| 2010 | Waiting for Forever      | Aaron                       |               |

| An      | Titlu                             | Rol             | Note                                                                   |
| ------- | --------------------------------- | --------------- | ---------------------------------------------------------------------- |
| 2006–07 | What About Brian                  | Adam Hillman    | Series regular, 24 episoade                                            |
| 2008    | Law & Order: Special Victims Unit | PJ              | Episodul: "Trade"                                                      |
| 2009    | Limelight                         | David           | TV Movie                                                               |
| 2009    | In Plain Sight                    | Lewis Folwer    | Episodul: "Rubble With A Cause", ca Matt Davis                         |
| 2009–10 | Damages                           | Josh Reston     | Rol recursiv, 5 episoade                                               |
| 2009–27 | The Vampire Diaries               | Alaric Saltzman | Series regular (Seasons 2–3, 6–present) Rol recursiv (Seasons 1, 4, 5) |
| 2013    | Cult                              | Jeff Sefton     | Series regular, 13 episoade                                            |
| 2013–14 | CSI: Crime Scene Investigation    | Sean Yeager     | Rol recursiv, 3 episoade, ca Matt Davis                                |
| 2017    | The Originals                     | Alaric Saltzman | Rol principal                                                          |